# Suore minime di Nostra Signora del Suffragio
Le Suore Minime di Nostra Signora del Suffragio sono un istituto religioso femminile di diritto pontificio.

## Storia

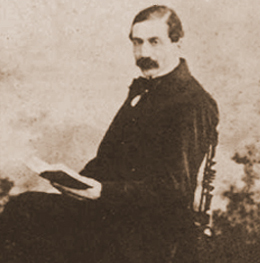
Francesco Faà di Bruno

La congregazione trae le sue origini dalla compagnia delle figlie di Santa Zita, fondata a Torino dal sacerdote Francesco Faà di Bruno (1825–1888) per la gestione delle numerose opere caritatevoli da lui avviate: il 10 luglio 1881 Faà di Bruno diede l'abito religioso a Maria Ferrero, una delle sue prime collaboratrici, e ad altre quattro sue compagne, dando formalmente inizio all'istituto.
Le suore (dette "Minime" per la devozione che il sacerdote portava a san Francesco da Paola) presero il titolo dalla chiesa di Nostra Signora del Suffragio e Santa Zita, fatta erigere dal loro fondatore nel 1869: il loro fine principale era la recita quotidiana dell'ufficio dei morti per suffragare le anime dei militari caduti in guerra. Faà di Bruno era particolarmente sensibile all'argomento. Prima di diventare sacerdote, infatti, era stato ufficiale dell'esercito sabaudo e aveva partecipato alla battaglia di Novara, dove aveva visto morire numerosi suoi commilitoni; anche suo fratello Emilio era caduto durante la battaglia di Lissa.
L'istituto ricevette il pontificio decreto di lode il 30 aprile 1940 e venne approvato definitivamente dalla Santa Sede il 28 giugno 1948.

Il fondatore è stato beatificato da papa Giovanni Paolo II nel 1988.

## Attività e diffusione
Lo scopo delle Minime di Nostra Signora del Suffragio è quello di suffragare le anime del purgatorio con la preghiera e con le opere: si dedicano a varie opere di solidarietà nei campi dell'educazione (scuole materne, elementari e medie; Liceo Faà di Bruno a Torino) e dell'assistenza socio-sanitaria (case di riposo per anziani): operano anche nei paesi in via di sviluppo.
Oltre che in Italia, sono presenti in Argentina, Colombia, Repubblica del Congo e Romania: la sede generalizia è a Roma.
Al 31 dicembre 2005 l'istituto contava 179 religiose in 25 case.